# سيلينة بانية
السيلينة البانية (باللاتينية: Silene behen) نوع نباتي يتبع جنس السيلينة من الفصيلة القرنفلية. سميت نسبة إلى نبات البان.

## الموئل والانتشار
موطنها بلاد الشام ومصر والمغرب العربي وقبرص وتركيا وقبرص واليونان وإيطاليا وإسبانيا.

## مرادفات للاسم العلمي
- (باللاتينية: Silene ignobilis Lowe)
- (باللاتينية: Silene reinholdii Heldr.)